# Panna Czinka
Panna Czinka, znana tudi kot Panna Cinka, madžarsko-romska glasbenica, * 1711, Sajógömör, Kraljevina Ogrska, danes Gemer, Slovaška; † 1772. 
Panna Czinka je bila madžarska violinistka romskega rodu. Velja za »prvo znano madžarsko romsko primaš (prva violinistka), ter hkrati edino žensko s tem glasbenim naslovom«.

## Življenje
Romski glasbeniki, ki so potovali od kraja do kraja, so na Madžarskem dokumentirani že od 15. stoletja dalje. V 18. stoletju so postali znani po svojih glasbenih dosežkih. Ker niso imeli stalnega prebivališča, so jih pogosto najemali knezi in plemiške družine.
So naravno nadarjeni za glasbo, zato ima skoraj vsak madžarski plemič ob sebi cigana […]— Daniel Speer: Ungarischer oder Dacianischer Simplizissimus, 1623
Njihov najpomembnejši instrument je postal violina.
Panna Czinka se je rodila romskemu glasbeniku, ki je bil dvorni glasbenik Franca II. Rákóczija (?). Že kot otrok je bila znana po igranju violine. Glede na raziskave kulturnega zgodovinarja Heinricha Moritza Gottlieba Grellmanna, ki je bil leta 1794 imenovan za rednega profesorja, je bila Panna Czinka »izjemno glasbeno nadarjeno« madžarsko romsko dekle. Že pri 14 letih so jo kot umetnico zelo cenili.
»Posestnik Janos Lanyi iz grofije Gömör v Rozsnyóju (danes Rožňava, Slovaška)« jo je dal učiti glasbo »pri najboljših učiteljih«. Poročil jo je, ko je bila stara približno 14 ali 15 let, z "basistom" ( kontrabasistom), ki je bil hkrati kovač. Dva od moževih bratov sta igrala "kontra violino" (spremljevalna violina) ali cimbale. Tako je nastal prvi znani madžarski ciganski orkester, v katerem je bila med štirimi glasbeniki »primaš« Panna Czinka. Njihovi nastopi so jo popeljali na Poljsko in v Romunijo.
Imela je štiri sinove in hčer, ki so kasneje prav tako igrali v njenem orkestru. Poleti so potovali po podeželju in koncertirali, pozimi pa so bivali na posestvu njenega mecena Janosa Lanyija na bregovih reke Sajó. Med številnimi pripovedmi iz poznega 18. in začetka 19. stoletja je tudi ta, da so ji madžarski občudovalci (katerih jezik je govorila) zgradili čudovito hišo, vendar je raje živela skupaj s svojo  družino v šotoru.
Portret iz konca 19. stoletja, katerega slikar ni znan, prikazuje Panno Czinko, kako sedi na drevesnem štoru in kadi pipo. Nosi moško uniformo primaša (morda husarsko uniformo) s plaščem, s perjem okrašeno krzneno kapo in škornje z ostrogami v obliki zvezde, v naročju pa drži violino in lok. O glasbenem repertoarju Panne Czinke, ki se je časovno ujemal z zgodnjim obdobjem priljubljene madžarske glasbe verbunkos, ni znanih podrobnosti. Verbunkos je bil tipičen madžarski ples za rekrutiranje vojakov za habsburški polk. Ta glasba se je skozi delo romskih glasbenikov razvijala vse do obdobja dunajske klasike.
Njena zadnja želja je bila, da jo pokopljejo v moških oblačilih skupaj z njeno najljubšo violino in pipo. Glede na cerkveno knjigo iz Sajógömöra (Gemer, Slovaška) so jo tam 5. februarja 1772 pokopali na evangeličanskem pokopališču.

## Odzivi in zapuščina
Po njeni smrti je bila osebnost Panne Czinke pogosto uporabljena tema različnih umetnikov, ki so jo na svoj način upodabljali in poudarjali njen poseben pomen v madžarski glasbeni zgodovini. V 1880-tih je Bálint Ökröss napisal gledališko igro z glasbo v štirih dejanjih z naslovom Czinko Panna. Leta 1897 je Sándor Endrődi o njej napisal znano pesem. Endre Dózsa je leta 1913 objavil roman z naslovom Czinka Panna, György Temeshy pa je leta 1929 prav tako objavil roman z istim naslovom. Zoltán Kodály je na besedilo Béle Balázsa skomponiral pevsko igro Czinka Panna balladája, ki je bila premierno uprizorjena leta 1948 v Madžarski državni operi. Leta 1996 je Géza Csemer napisal gledališko igro o Panni Czinki. Slovaški režiser Dušan Rapoš je o njenem življenju posnel film, ki je bil v kinodvoranah predvajan od leta 2008. V enem prizoru madžarskega dokumentarnega filma iz leta 2014 Budapest Bár - A pesti dal története je poudarjena njena pomembna vloga kot glasbenice madžarskih Romov.

V slovaški občini Gemer stoji nasproti baročnega gradu njen spomenik. Že nekaj let tam poteka tudi glasbeni festival, imenovan po njej, tekmovanje Czinka Panna Prímásverseny.
- Spomenik v Gemerju
- Doprsni kip

Po njej so poimenovali ulice v več madžarskih mestih,  med drugim v  Budimpešti, Gjuru in Miškolcu.